# (6893) 1983 RS3
(6893) 1983 RS3 là một tiểu hành tinh vành đai chính. Nó được phát hiện bởi Henri Debehogne ở Đài thiên văn La Silla ở Chile, ngày 2 tháng 9 năm 1983.